# 峰不二子
峰不二子（Mine Fujiko）是日本漫畫家加藤一彥創作的漫畫作品《魯邦三世》中一名虛構女性角色，在1967年8月10日發售的《周刊漫畫ACTION》中首次亮相，並在2012年的電視動畫《魯邦三世 -名為峰不二子的女人-》中擔任主角，這也是第一部不是由魯邦三世擔任主角的《魯邦三世》系列作品。峰不二子是一名職業女盜賊，經常利用自己的身材和性感魅力欺騙目標以達成目的。相較於《魯邦三世》中的幾個主要角色，峰不二子的外表在該漫畫的幾個衍生作品中有比較大的差異。峰不二子的姓名由來是「富士山的山峰」，這其實是在影射她的巨乳，巨乳是她在不同的改編作品中最大的共通點。

## 設計
由於《魯邦三世》將在一本目標讀者為成年人的雜誌上連載，作者設計峰不二子以增加女性的存在。她的姓名來自富士山，並以「子」這一日本女性人名後綴。而她的姓氏「峰」象徵「頂峰」。峰不二子的角色概念來自《詹姆士·龐德》系列的龐德女郎，但每週設計一個新的女性角色對加藤一彥而言太過困難，因此加藤一彥最後將這些角色整合成同一角色。在系列作品的開頭，魯邦三世邂逅的許多女性都名為不二子，這些女性角色被視為不同的角色，在角色整合成峰不二子後，峰不二子被設定為一名經常改變風格的角色。加藤一彥認為魯邦三世和峰不二子的關係與《三劍客》中的達爾達尼央和米萊迪相似，並認為他們之間有著不同於夫婦或情侶的、作為男人和女人間的相處情趣。

## 角色設定
峰不二子並不是魯邦三世的同夥，但她經常會與魯邦三世等人合作、或是利用他們以達到自己的目的。她的策略是先與魯邦三世及其同夥保持合作，並在確保能成功盜竊的時機下背叛他們，在多數場合，她會出賣魯邦三世以接近敵人，在取得對方信任後竊取贓物並逃脫，她也會為了明哲保身或取得情報而向錢形警部或其他執法人員提供訊息和協助，她也可以為此與對方接吻或發生性關係。2012年的動畫顯示峰不二子是雙性戀。
峰不二子是個神射手，愛槍是白朗寧M1910，這把槍通常插在她吊襪帶上。而在最近的作品中，她也展現出高超的武術技巧。她還擅長易容和擬聲，除了母語日語之外，能說數十種外語。和魯邦三世及其同夥（次元大介和石川五右衛門）一樣，峰不二子幾乎可以駕駛所有的陸上、海上和空中交通工具，她最喜歡的是川崎重機。峰不二子通常穿著禮服、高跟鞋和高級珠寶，或是穿著一些凸顯自己姣好身材的服裝，她的三圍是99.9厘米、55.5厘米、88.8厘米。
次元大介鄙視峰不二子，並認為她會讓自己吃盡苦頭，不過在原著漫畫裡，他是追求峰不二子的人之一。和峰不二子有過短暫戀情的石川五右衛門會和峰不二子私下合作，但當五右衛門認為峰不二子在利用魯邦三世時，他也可能不信任峰不二子。在動畫裡，峰不二子展現出較為輕浮和無憂無慮的性格，只要她可以，她便會玩弄魯邦三世。
魯邦三世十分迷戀峰不二子，並且願意為她赴湯蹈火，而峰不二子也深知這一點並利用魯邦三世，但從來沒有讓他身陷過無法逃脫的麻煩。加藤一彥指出，這兩人互相享受這個過程，並對他們之間奇妙的關係感到滿意。峰不二子基本上會抑制自己的情感，但她確實深愛魯邦三世，在某些魯邦三世瀕臨死亡的情節中，峰不二子感到悲傷，並認為魯邦三世是自己最重要的人 ，但在她發現魯邦三世仍活著時，她再次將自己的感情隱藏起來。

## 劇情表現
峰不二子初次登場於第三話〈死亡藍調（Shinde Yuku Burūsu）〉。在該篇故事中，她企圖騙取某個富豪的財產，而富豪的繼承人雇傭魯邦三世以確保財產。當峰不二子抵達富豪宅邸時，一眼就識破魯邦三世的偽裝。
由於漫畫情節的安排，不同外表的多的峰不二子和魯邦三世見面時都被設計成是她與魯邦三世的第一次見面。多數的故事情節是峰不二子和魯邦三世盯上了相同的寶物，兩人的競爭通常以峰不二子獲勝（能偷走鲁邦部分或全部的战利品）、魯邦三世被打敗告終（有时鲁邦比不二子智胜一筹，能發生讓不二子感到挫折、吃鱉的情況）。

## 飾演

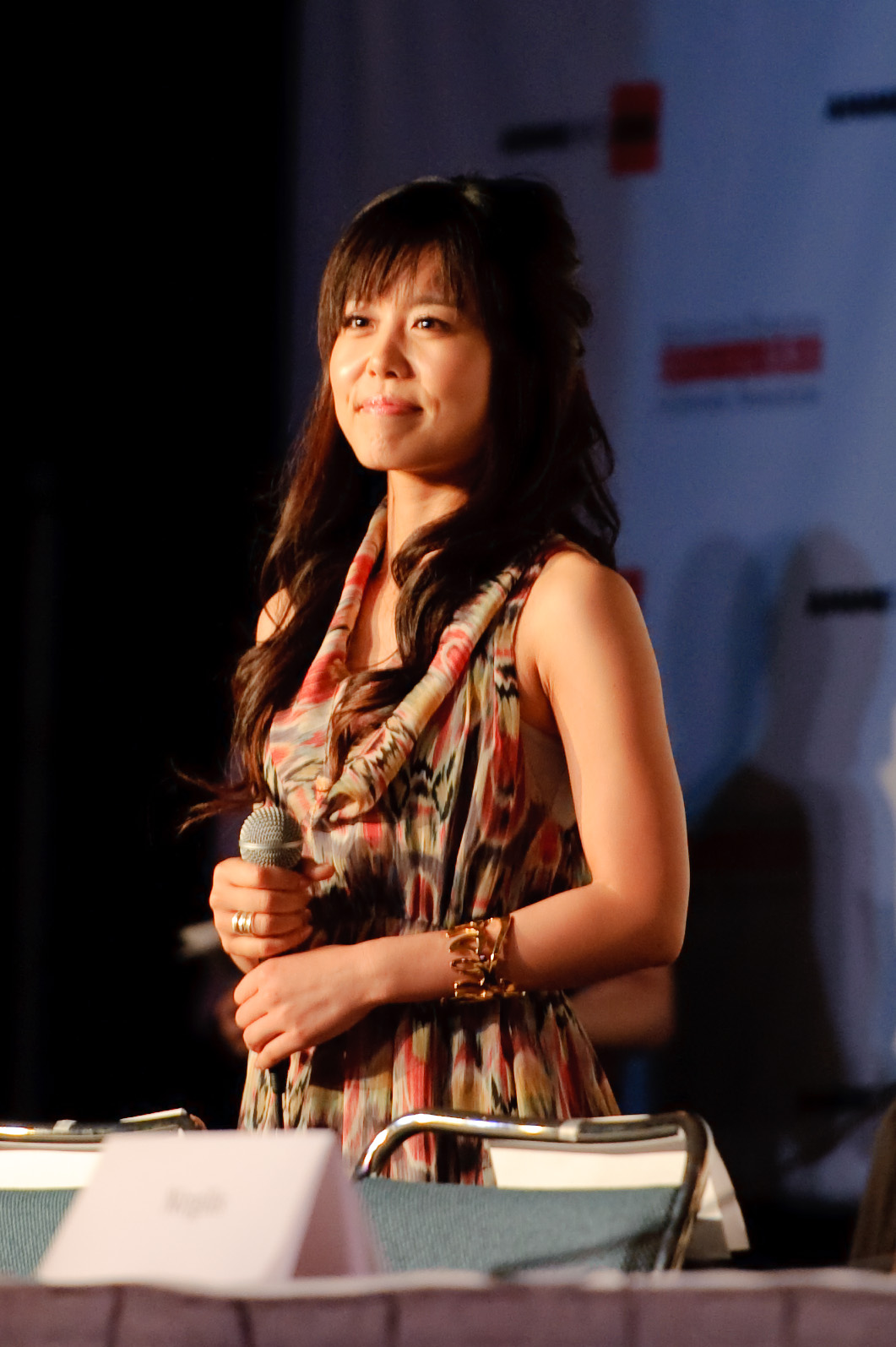
2011年起為峰不二子配音的澤城美雪。

在1969年魯邦三世的第一部電影中，峰不二子由增山江威子配音，1971年時的第一部動畫裡，峰不二子由二階堂有希子配音。在1977年播出的第二部動畫起，峰不二子由增山配音，並持續到增山退休為止。這期間唯一的例外是1987年的《魯邦三世 風魔一族的陰謀》，由於預算問題，TMS娛樂決定在此作中更換所有主角群配音陣容（且由於此舉並未事先告知，而造成原配音陣容與原作者MONKEY PUNCH大為不滿），因此改由小山茉美為峰不二子配音 。在增山於2010年退休後，由澤城美雪接替演出，在2011年的電視動畫特別篇〈永恆美人魚〉中首次亮相 ，以及後續短篇OVA及電視動畫《魯邦三世 -名為峰不二子的女人-》。
在1974年的真人電影《魯邦三世 念力珍作戰》中，峰不二子由江崎英子飾演，在2014年的《世紀怪盜：魯邦三世》裡由黑木梅沙飾演，而在2015年的音樂劇《魯邦三世》中，她由寶塚歌劇團的大湖せしる飾演。

## 反響

### 人氣
2007年，Oricon調查讀者最希望看到自己旗下的那些角色，峰不二子在女性讀者中排名第七，總體排名第五。該公司同年進行了另一項調查，詢問讀者心目中最美麗的女性漫畫角色，在男性讀者或女性讀者的票選中，峰不二子皆獲得冠軍 ，她也被Mania.com列為第二大具標誌性的女主角。在2012年一項「哪位角色的配音絕不能更換」的調查中，峰不二子在男性投票者中排名第二，女性投票者裡排名第三。2013年，eBookJapan對自己20歲至39歲的女性顧客進行調查，詢問她們何者具有自己理想的身材，調查結果顯示峰不二子排名第一。 Charapedia在2015年調查讀者心中最酷的女性動漫角色，峰不二子名列第17位。在2017年一項訪問了一萬兩千名日本人的調查顯示，峰不二子被昭和時代的日本人選為最光輝燦爛的女性角色，而在平成時代也高居第三。

### 專業評論
THEM Anime Reviews的Dallas Marshall稱峰不二子是動畫史上最具代表性的女性角色之一，DVD Verdict的Rob Lineberger認為峰不二子是1970年代的蘿拉·卡芙特。
The Fandom Post的Chris Beveridge認為峰不二子不但性感，還帶有一抹邪惡的微笑。動畫新聞網的Mike Crandol認為，雖然峰不二子的主要功能是養眼，但她善於背叛的特性和玩弄魯邦於股掌間的魅力讓劇情更加曲折有趣。動畫新聞網的Jacob Hope Chapman則認為，峰不二子多年來不變的性物化使她成為最能確信女性主義的動畫之一。
Otaku USA的Matt Schley評價黑木梅沙在電影版中的表現，認為她距離真正的峰不二子近在咫尺，他表示「我想任何真正的女人都能辦到」。

### 其他作品
有一部1975年的漫畫《 魯邦小子 》以魯邦三世和峰不二子的兒子為主角。而在由鈴木イゾ創作的外傳漫畫《M.F.C 峰不二子女賊公司》中，以三位為峰不二子工作的年輕女盜賊為主角。
漫畫家青山剛昌表示，峰不二子是自己的作品《名偵探柯南》裡的女性角色工藤有希子和苦艾酒的靈感來源，工藤有希子是峰不二子好的一面，苦艾酒則是她壞的一面。而工藤有希子的名字也源自於峰不二子的其中一任配音員二階堂有希子。東清彥的作品《笑園漫畫大王》裡的角色瀧野智自稱是峰不二子的粉絲，不過兩人的外表和性格天差地遠。輕小說《緋彈的亞莉亞》裡的角色理子‧峰‧魯邦四世被設定為魯邦三世和峰不二子的女兒。